# آلن پولانیوک
آلن پولانیوک (انگلیسی: Alain Polaniok; ۱۹ سپتامبر ۱۹۵۸ – ۱۲ سپتامبر ۲۰۰۵) بازیکن فوتبال اهل فرانسه بود.
از باشگاه‌هایی که در آن بازی کرده‌است می‌توان به باشگاه فوتبال کن، باشگاه فوتبال متس، باشگاه فوتبال سدان، باشگاه فوتبال استاد رنس، باشگاه فوتبال پاری سن ژرمن، و باشگاه فوتبال ستاره سرخ اشاره کرد.